# Frauenstein (Erzgebirge)
Frauenstein ist eine Kleinstadt im Süden des sächsischen Landkreises Mittelsachsen.

## Geographie
Die Stadt liegt im osterzgebirgischen Teil des Naturparks Erzgebirge/Vogtland, 20 km südöstlich von Freiberg und 30 km südwestlich von Dresden.

## Geschichte

### Gründung
Ausgangspunkt der Siedlungsbildung war die um 1200 erfolgte Anlage einer Burg, die sich auf einer markanten Bergkuppe (Granitporphyr) über die gewellten Hochflächen des Umlandes erhob. Kurz nach Gründung der Burg wurden im nahen Umfeld in Reichenau Silbererze gefunden. Daraufhin siedelten sich Bergleute und Handwerker im nordöstlich der Burg gelegenen Kuttelbachtal an. Allerdings war der Siedlungsort ungünstig gewählt, da überschwemmungsgefährdet und abseits der Burg gelegen. Die Siedlung wurde deshalb nach 1470 aufgegeben. Das neue Frauenstein errichtete man planmäßig auf einer Hochfläche in unmittelbarer Nachbarschaft der Burg.

### Wappen und Name
Der Name Frauenstein wurde erstmals 1218 in einer Urkunde genannt. In dieser wird ein Priester namens „Heinricus de Vrounsten“ (Heinrich von Frauenstein) erwähnt. Das Vorhandensein eines Priesters weist auf eine (neben der Burg) bestehende Siedlung hin. Die Burg selbst wurde erst 1272 als „Castrum Vrowenstein“ in einer Lehensbestätigung genannt. Vom Stadtnamen sind u. a. noch die Schreibweisen „Vrouwenstein“ (1321), „Vrowinstein“ (1385), „Frauwinstein“ (1405), „Frawenstein“ (1424) und „ffrauwenstein“ (1439) überliefert. Der Name geht auf das mittelhochdeutsche Wort Vrowe zurück, was so viel wie Herrin, Gebieterin, Frau (von höherem Stand) bedeutet. Der Name bezeichnete wahrscheinlich die Burg, später ging er auf den Ort über. Ein religiöser Hintergrund, wie im Stadtwappen dargestellt, ist kaum wahrscheinlich und nicht nachweisbar.

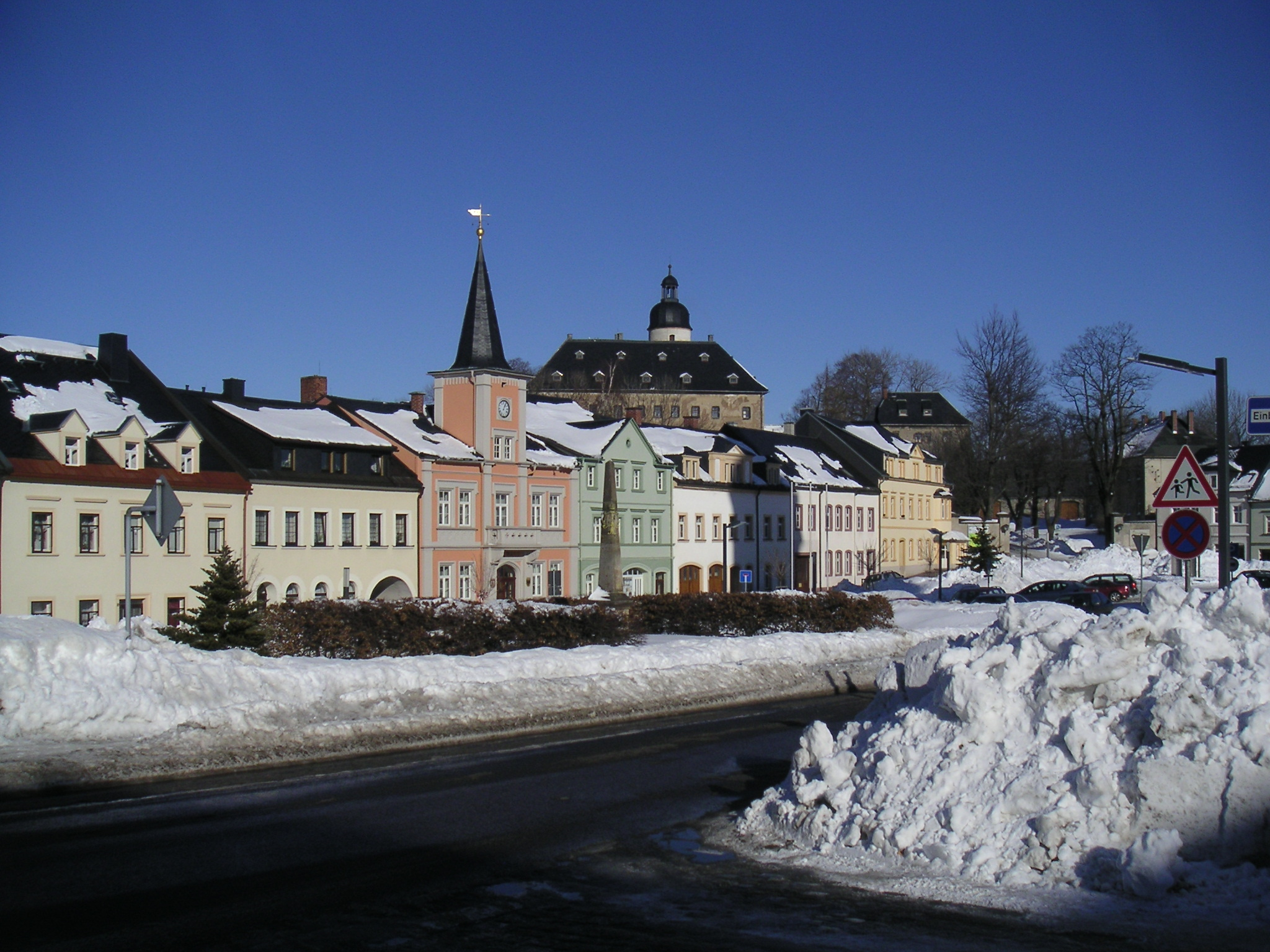
Rathaus und Schloss im Winter
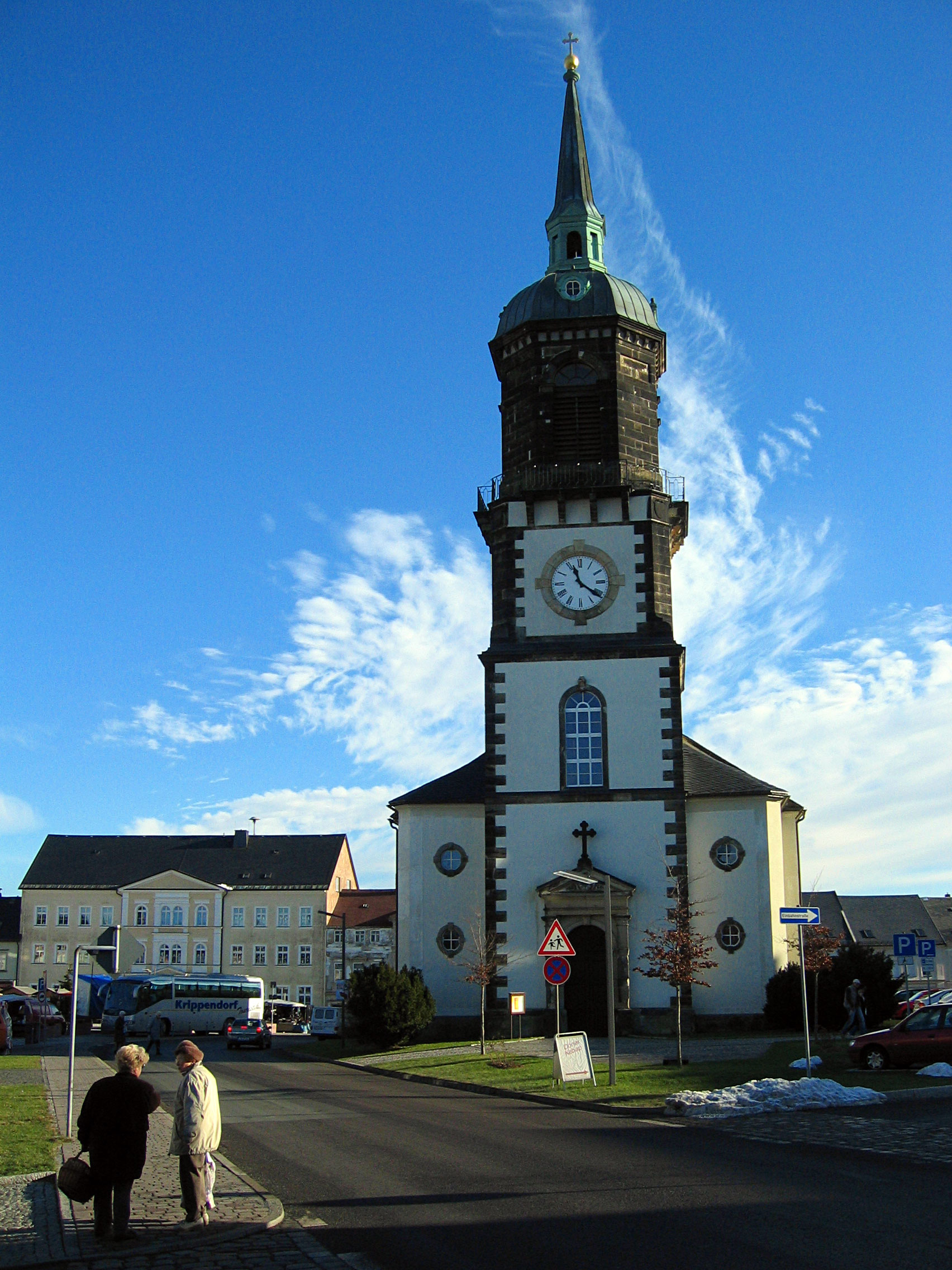
Frauenstein, Stadtkirche
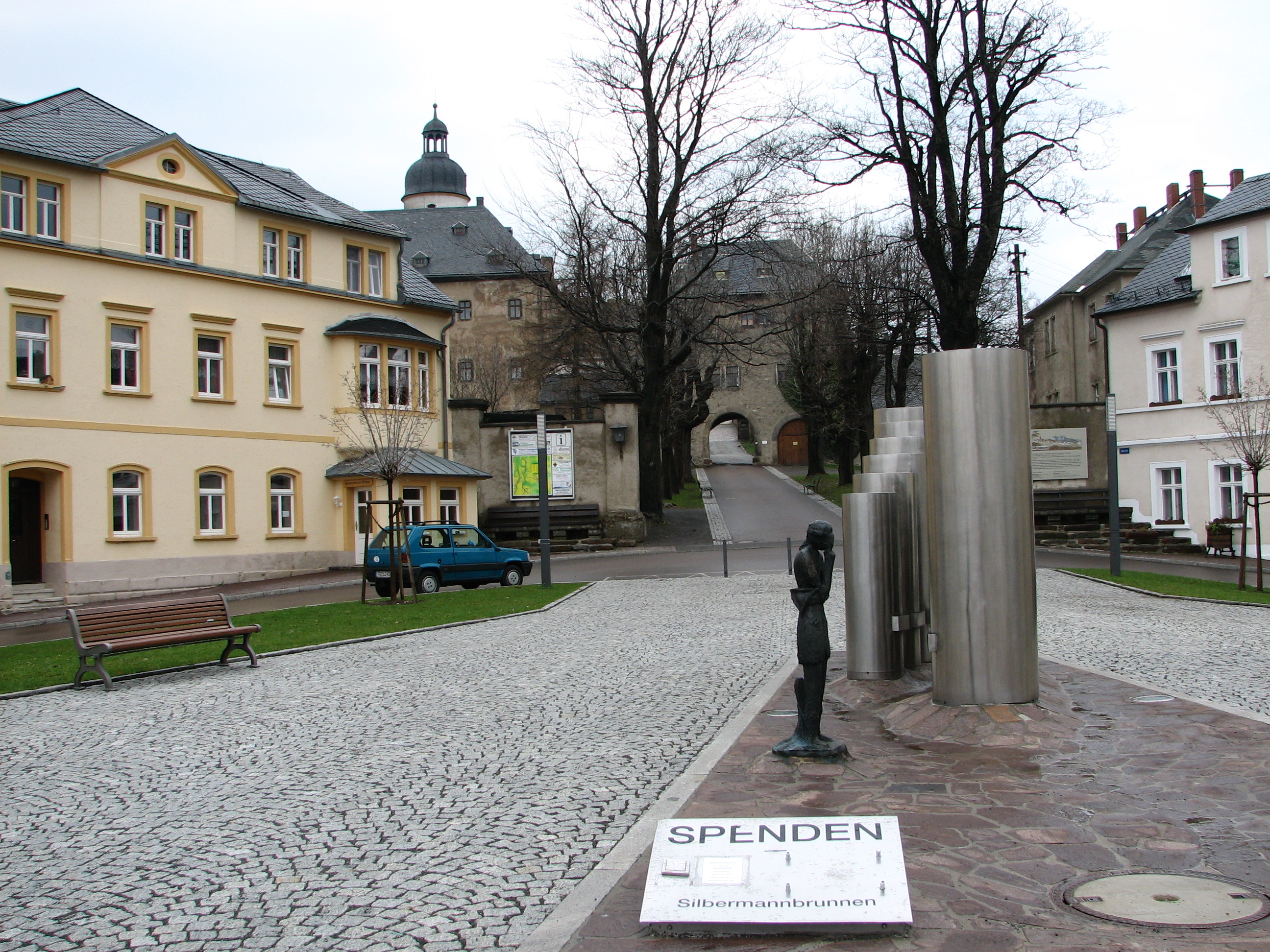
Silbermannbrunnen auf dem Marktplatz
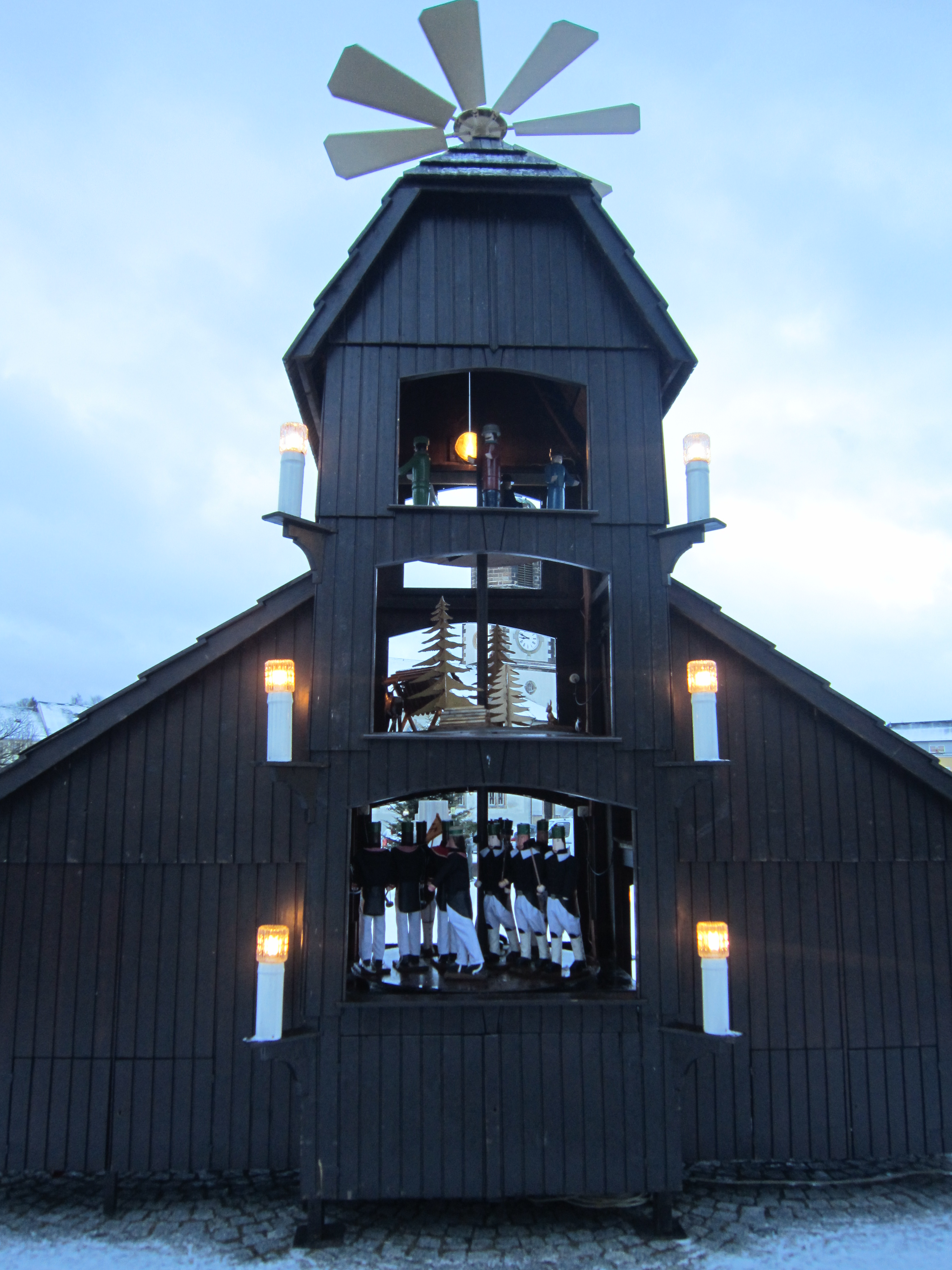
Ortspyramide am Marktplatzrand vor dem Schlosseingang
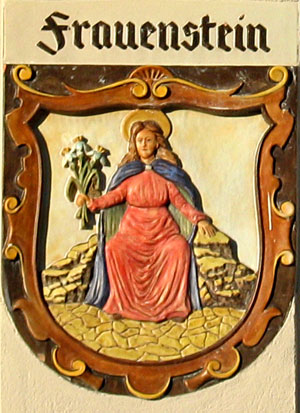
Wappen am Rathaus

### Entwicklung von Burg und Schloss

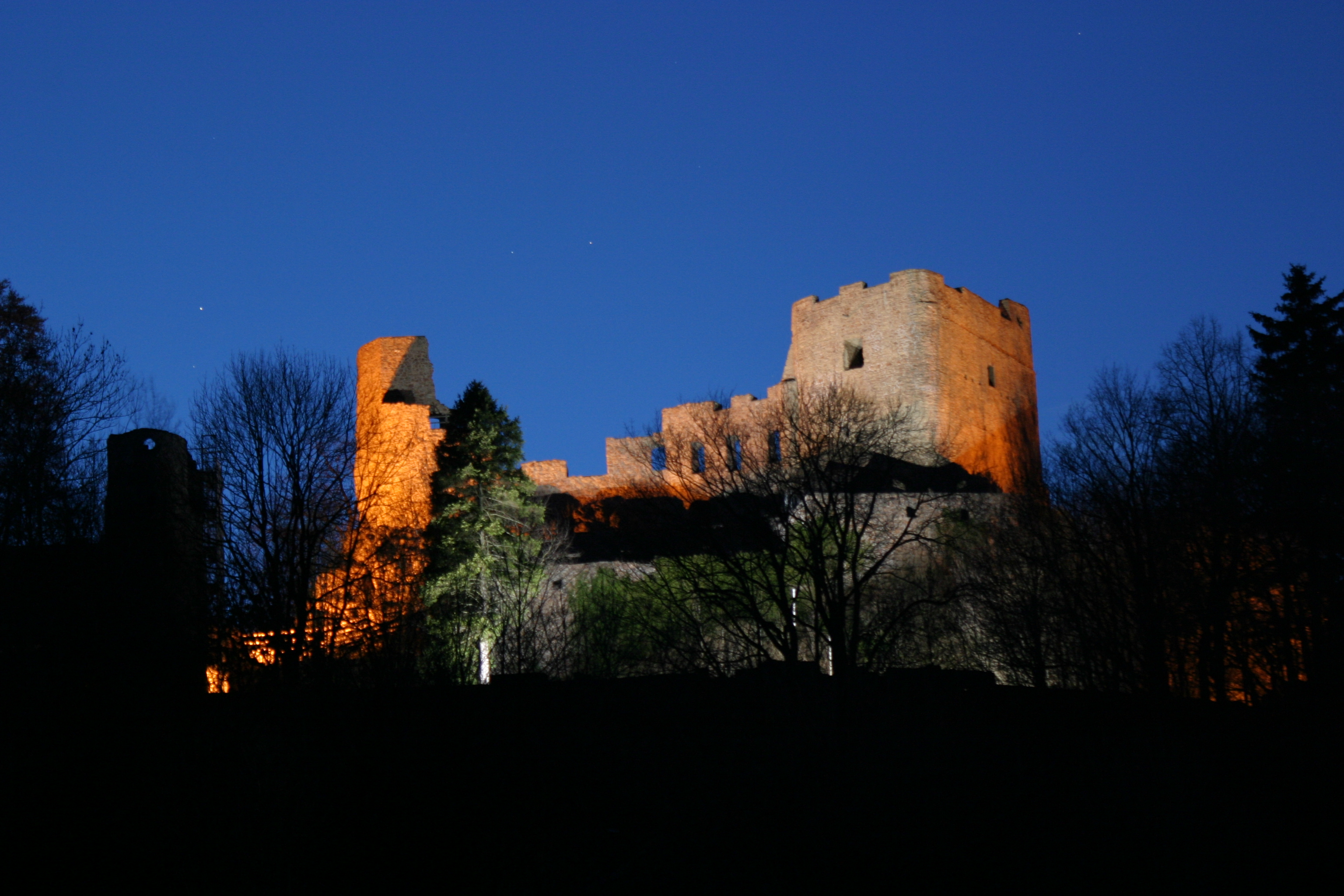
Blick auf die Burgruine

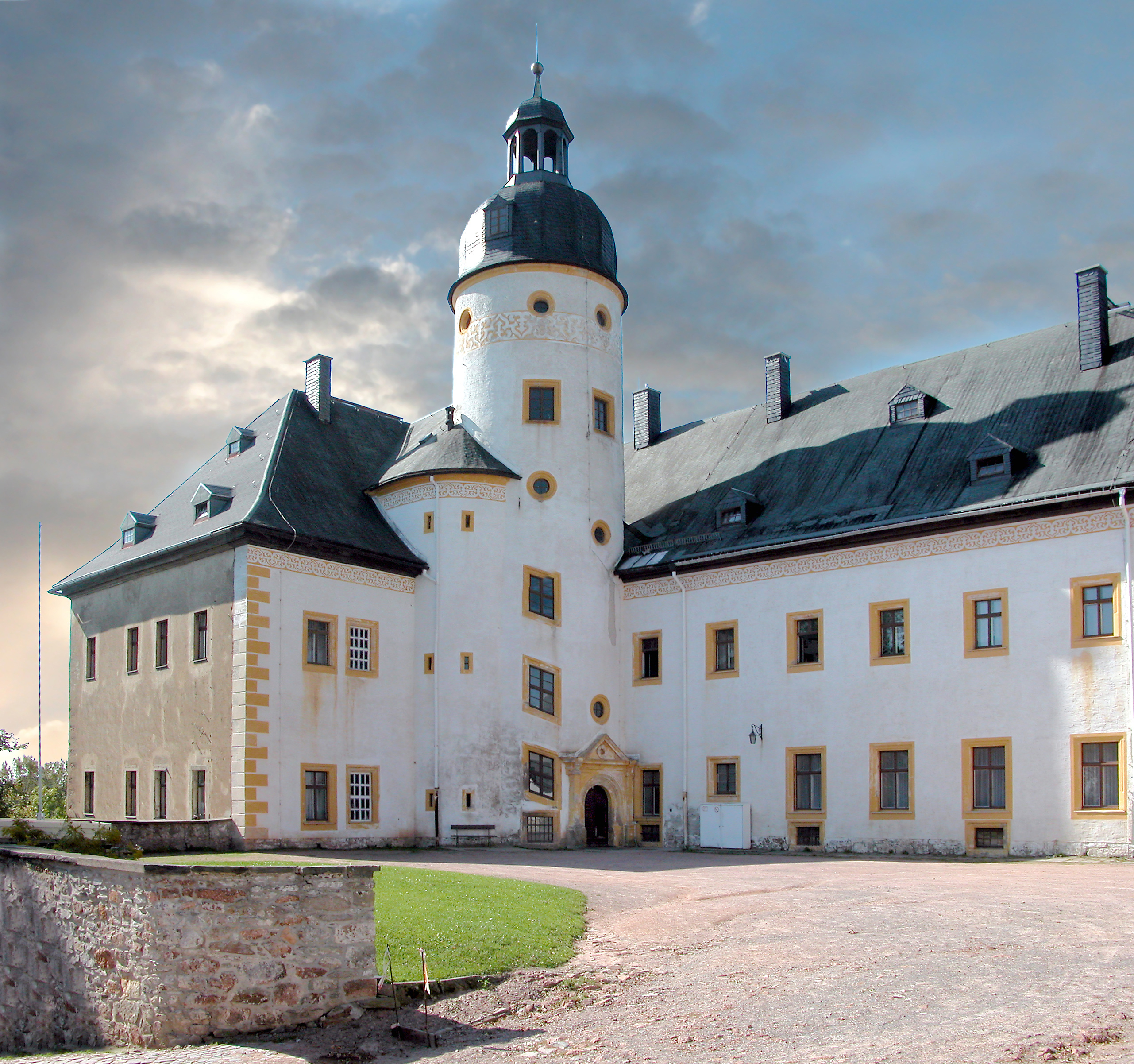
Schloss Frauenstein

Karte von Frauenstein (um 1715)

Die Gründung der Burg Frauenstein war ein Ergebnis der ersten Kolonisationsphase des Erzgebirges. Nach den Silberfunden von Freiberg 1168 rückte das bislang unbesiedelte Waldgebirge zwischen der Markgrafschaft Meißen und dem Königreich Böhmen in das Blickfeld markmeißnischer und böhmischer Interessen. Beide Seiten begannen mit der Anlage einer Reihe von Grenzschutzburgen (u. a. Sayda, Purschenstein, Rechenberg, Bärenstein, Lauenstein, Königstein), um die eigene Interessenssphäre abzugrenzen.
Die um 1200 angelegte Burg Frauenstein bildete eine dieser Grenzschutzburgen. Sie hob sich gegenüber den meisten anderen Burgen ab, da sie gleichzeitig die wichtige von Freiberg über den Pass von Klostergrab (Hrob) nach Teplitz (Teplice) führenden Handelsstraße (später Alte Freiberg-Teplitzer Poststraße) schützte und kontrollierte. Die Burganlage befand sich etwa auf halbem Weg zwischen Freiberg und der böhmischen Grenze. Möglicherweise stand die Gründung auch im Zusammenhang mit dem angeblich um 1180 erfolgten Raub des Silberschatzes von Markgraf Otto dem Reichen durch böhmische Räuber.
Die Burg, die beim Stadtbrand des Jahres 1728 zur Ruine wurde, ist heute die größte Burgruinenanlage Sachsens. 1585 bis 1588 wurde neben der Burg ein Schloss errichtet. Die Burg (und später das Schloss) besaßen die Markgrafen von Meißen bzw. die Kurfürsten von Sachsen, welche die Anlage als Lehen an Vasallen vergaben.
Im Laufe der Geschichte traten folgende Besitzer über Burg bzw. Schloss und Herrschaft Frauenstein auf (unvollständig):
- zweite Hälfte des 13. Jahrhunderts: Das Geschlecht derer von Siden (lat.: de Serico) trat u. a. mit Ritter Johannes und Heinrich von Siden als Burgherren auf. Johannes von Siden nannte sich auch Johannes de Vrowenstein.
- vor 1320–1323 (?): Markgraf Friedrich der Freidige belehnte die von Ileburgs mit der Burg. Die Belehnung wurde wahrscheinlich 1323 wieder gelöst.
- 1329–1426: Die Burg gelangte in den erblichen Lehnsbesitz der Burggrafen von Meißen aus dem Geschlecht der Meinheringer, welche die Burg ab etwa 1380 als Stammsitz nutzten. Die Stadtrechtsverleihung (1411) ging auf die Funktion als Fürstensitz zurück. 1426 fiel Burggraf Heinrich in der Schlacht bei Aussig. Da er kinderlos war, gelangten Burg und Herrschaft zurück an den Kurfürsten Friedrich den Streitbaren.
- 1428–1439: 1428 wurde Heinrich I. von Plauen (Hofrichter von Sigismund von Luxemburg) aus dem Geschlecht der Vögte von Plauen mit der Burg belehnt. Heinrich geriet bald darauf in eine Fehde mit Kurfürst Friedrich dem Sanftmütigen, die 1438 mit der Eroberung der Burg und dem Einziehen des Lehens endete.
- 1439–1472: Die Burg wurde als Mittelpunkt des gleichnamigen kurfürstlichen Amtes von verschiedenen Vögten, Amtmännern und Getreuen der Markgrafen von Meißen verwaltet.
- 1473–1647: Das Adelsgeschlecht der von Schönbergs wurde mit der Burg und der Herrschaft belehnt. Da die Burg nur einen beschränkten Wohnkomfort bot, ließ Heinrich von Schönberg 1585 bis 1588 unterhalb der Burg durch den Baumeister Hans Irmisch ein Schloss im Stil der Renaissance errichten. In der Folgezeit setzte der Verfall der kaum mehr genutzten Burg ein.
- 1647–1873: Die durch den Dreißigjährigen Krieg verschuldeten von Schönbergs waren zum Verkauf des Schlosses gezwungen. Es gelangte wieder in den Besitz der sächsischen Kurfürsten. Diese nutzten es bis 1873 als Verwaltungssitz des gleichnamigen Amtes. Durch die Einrichtung der Amtshauptmannschaft Dippoldiswalde ging die Verwaltungsfunktion 1873 endgültig verloren. Der Verfall der ungenutzten Burg wurde durch Beschädigungen nach dem Stadtbrand von 1728 weiter beschleunigt.

### Entwicklung der Stadt

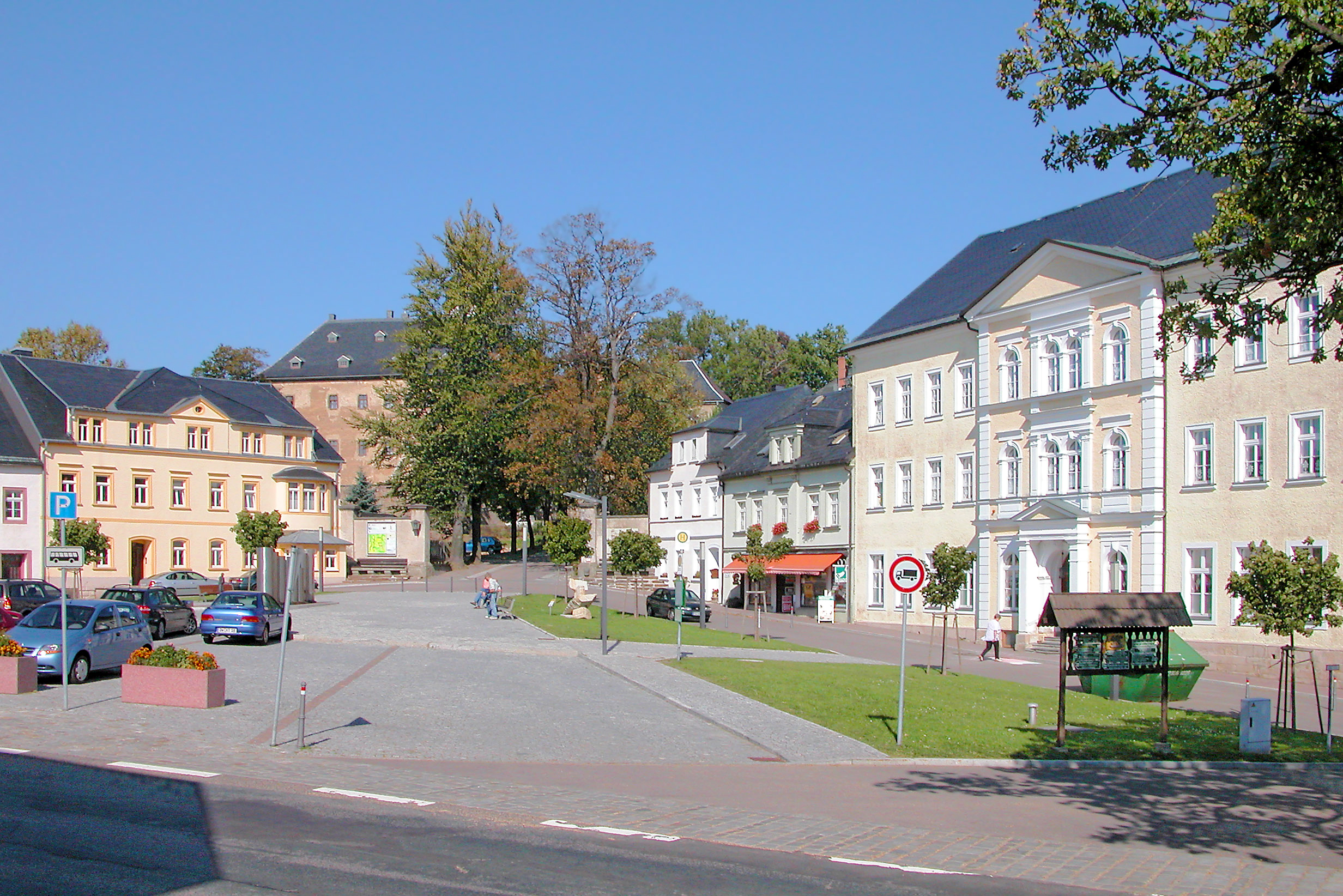
Marktplatz Frauenstein

Am 22. Mai 1411 verlieh der Burggraf Heinrich von Meißen der Siedlung das Stadtrecht. Frauenstein musste drei Stadtbrände erdulden. 1728 vernichtete ein großer Stadtbrand weite Teile der Stadt, darunter u. a. die 15-registrige Silbermann-Orgel (1711) in der Kirche. Burg und Schloss wurden schwer beschädigt. Die Burg wurde nach dem Brand nicht wieder aufgebaut und verfällt seitdem.
Am 2./3. Oktober 1869 kurz nach Mitternacht brach in einem Hintergebäude am Markt ein Feuer aus, das sich rasch ausbreitete. Bereits gegen 3 Uhr nachts brannte ein Großteil der schindelgedeckten Häuser. Die Flammen vernichteten insgesamt 75 Bürgerhäuser, das Rathaus, die Kirche mit der nach dem Brand von 1728 von Gottfried Silbermann zum Selbstkostenpreis angefertigten Orgel (1738), drei Schulhäuser, ein Stadttorhaus und das Armenhaus. 715 Menschen, die Hälfte der Einwohner, verloren ihr Obdach. Der sächsische Staat bewilligte 12.000 Taler für den Wiederaufbau der öffentlichen Gebäude, die Einwohnerschaft erhielt weitere 30.000 Gulden aus Spenden sowie zahlreiche Sachspenden, so dass der Wiederaufbau rasch voranschritt. Das neue Rathaus wurde bereits 1871, die Kirche 1873 fertiggestellt.
Bei der Niederschlagung des Prager Frühlings im August 1968 marschierten durch Frauenstein sowjetische Truppen.

### Eingemeindungen
- 1974: Kleinbobritzsch
- 1994: Burkersdorf, Dittersbach, Nassau

### Einwohner- und Größenentwicklung
| - 1300: 300 Einwohner (1) - 1550: 496 Einwohner (2) - 1697: 95 Bürger, 84 Wohnhäuser, 46 wüste Wohnstellen - 1748: 66 Häuser in der Stadt, 37 Häuser in den Vorstädten, 38 wüste Wohnstellen - 1764: 102 besessene Mann - 1772: 612 Einwohner - 1801: 757 Einwohner - 1813: 814 Einwohner, 63 Häuser in der Stadt und den Vorstädten - 1815: 715 Einwohner - 1834: 1.029 Einwohner, 139 Häuser - 1871: 1.405 Einwohner - 1890: 1.269 Einwohner - 1910: 1.281 Einwohner - 1925: 1.193 Einwohner - 1939: 1.477 Einwohner | - 1946: 1.568 Einwohner - 1957: 1.335 Einwohner - 1962. 1.285 Einwohner - 1977: 1.528 Einwohner - 1990: 3.751 Einwohner (3) - 1998: 3.575 Einwohner, 866 Wohngebäude, 1.522 Wohnungen - 1999: 3.551 Einwohner - 2000: 3.518 Einwohner - 2001: 3.476 Einwohner - 2002: 3.425 Einwohner - 2003: 3.395 Einwohner - 2004: 3.330 Einwohner, 888 Wohngebäude, 1.551 Wohnungen - 2005: 3.285 Einwohner - 2006: 3.253 Einwohner - 2007: 3.210 Einwohner - 2008: 3.159 Einwohner - 2009: 3.113 Einwohner - 2010: 3.082 Einwohner, 897 Wohngebäude, 1.564 Wohnungen | - 2011: 3.030 Einwohner - 2012: 3.058 Einwohner - 2013: 3.006 Einwohner - 2014: 2.958 Einwohner - 2015: 2.936 Einwohner, 894 Wohngebäude, 1.541 Wohnungen - 2016: 2.884 Einwohner - 2017: 2.860 Einwohner - 2018: 2.829 Einwohner - 2019: 2.772 Einwohner - 2020: 2.733 Einwohner, 903 Wohngebäude, 1.554 Wohnungen |

- historische Daten zusammengestellt nach:
  - Östliches Erzgebirge (= Werte der deutschen Heimat. Band 10). 1. Auflage. Akademie-Verlag, Berlin 1966.
  - Karlheinz Blaschke: Das Städtewesen vom 12. bis zum 19. Jahrhundert. Beiheft zum Atlas für Geschichte und Landeskunde von Sachsen. Leipzig/Dresden 2003
  - Albert Schiffner: Handbuch der Geographie, Statistik und Topographie des Königreiches Sachsen Band 2. Leipzig 1840
- ab 1990 Angaben des Statistischen Landesamtes des Freistaates Sachsen
- ab 1991: Stand zum 31. Dezember des jeweiligen Jahres

(1): geschätzt nach überlieferten Hauszahlen aus dem 16. Jahrhundert

(2): errechnet nach Steuerlisten

(3): Stand 3. Oktober 1990

### Gedenkstätten
- Grabstätten auf dem Friedhof des Ortsteils Burkersdorf für drei namentlich bekannte sowjetische Bürger, die während des Zweiten Weltkrieges nach Deutschland verschleppt und zwischen 1942 und 1944 Opfer von Zwangsarbeit wurden.

## Politik

### Gemeinderat
Seit der Stadtratswahl am 9. Juni 2024 verteilen sich die 14 Sitze des Gemeinderates folgendermaßen auf die einzelnen Gruppierungen:
- Allgemeine Freie Wählergemeinschaft (AFWG): 9 Sitze
- CDU: 5 Sitze

| Stadtrat ab 2024Insgesamt 14 Sitze - AFWG: 9 - CDU: 5 | Liste                               | 2024   | 2024   | 2019   | 2019   | 2014   | 2014   |
| Stadtrat ab 2024Insgesamt 14 Sitze - AFWG: 9 - CDU: 5 | Liste                               | Sitze  | in %   | Sitze  | in %   | Sitze  | in %   |
| Stadtrat ab 2024Insgesamt 14 Sitze - AFWG: 9 - CDU: 5 | Allgemeine Freie Wählergemeinschaft | 9      | 62,3   | 7      | 49,9   | 6      | 39,5   |
| Stadtrat ab 2024Insgesamt 14 Sitze - AFWG: 9 - CDU: 5 | CDU                                 | 5      | 34,7   | 6      | 39,6   | 7      | 48,2   |
| Stadtrat ab 2024Insgesamt 14 Sitze - AFWG: 9 - CDU: 5 | Grüne                               | –      | 3,0    | –      | –      | –      | –      |
| Stadtrat ab 2024Insgesamt 14 Sitze - AFWG: 9 - CDU: 5 | Linke                               | –      | –      | 1      | 10,5   | 1      | 12,3   |
| Stadtrat ab 2024Insgesamt 14 Sitze - AFWG: 9 - CDU: 5 | Wahlbeteiligung                     | 74,3 % | 74,3 % | 70,7 % | 70,7 % | 56,4 % | 56,4 % |

### Bürgermeister
Bürgermeister ist seit 2015 Reiner Hentschel.
| Wahl | Bürgermeister    | Vorschlag | Wahlergebnis (in %) |
| ---- | ---------------- | --------- | ------------------- |
| 2022 | Reiner Hentschel | Hentschel | 96,0                |
| 2015 | Reiner Hentschel | Hentschel | 71,4                |
| 2008 | Andreas Heinrich | Heinrich  | 56,0                |
| 2001 | Peter Heinrich   | CDU       | 50,3                |

### Städtepartnerschaft
Partnergemeinde ist seit 1991 Zell am Harmersbach.

### Flurbereinigung
Für den Stadtteil Burkersdorf wurde mit Beschluss vom 30. Dezember 1999 und für den Stadtteil Dittersbach mit Beschluss vom 23. April 2001 das Flurbereinigungsverfahren angeordnet.

### Stadtmarketing
Im September 2009 wurde das neue Leitbild Frauenstein – Stern im Erzgebirge vorgestellt.

## Kultur und Sehenswürdigkeiten
- Burgruine Frauenstein
- Schloss Frauenstein
- Stadtkirche Frauenstein

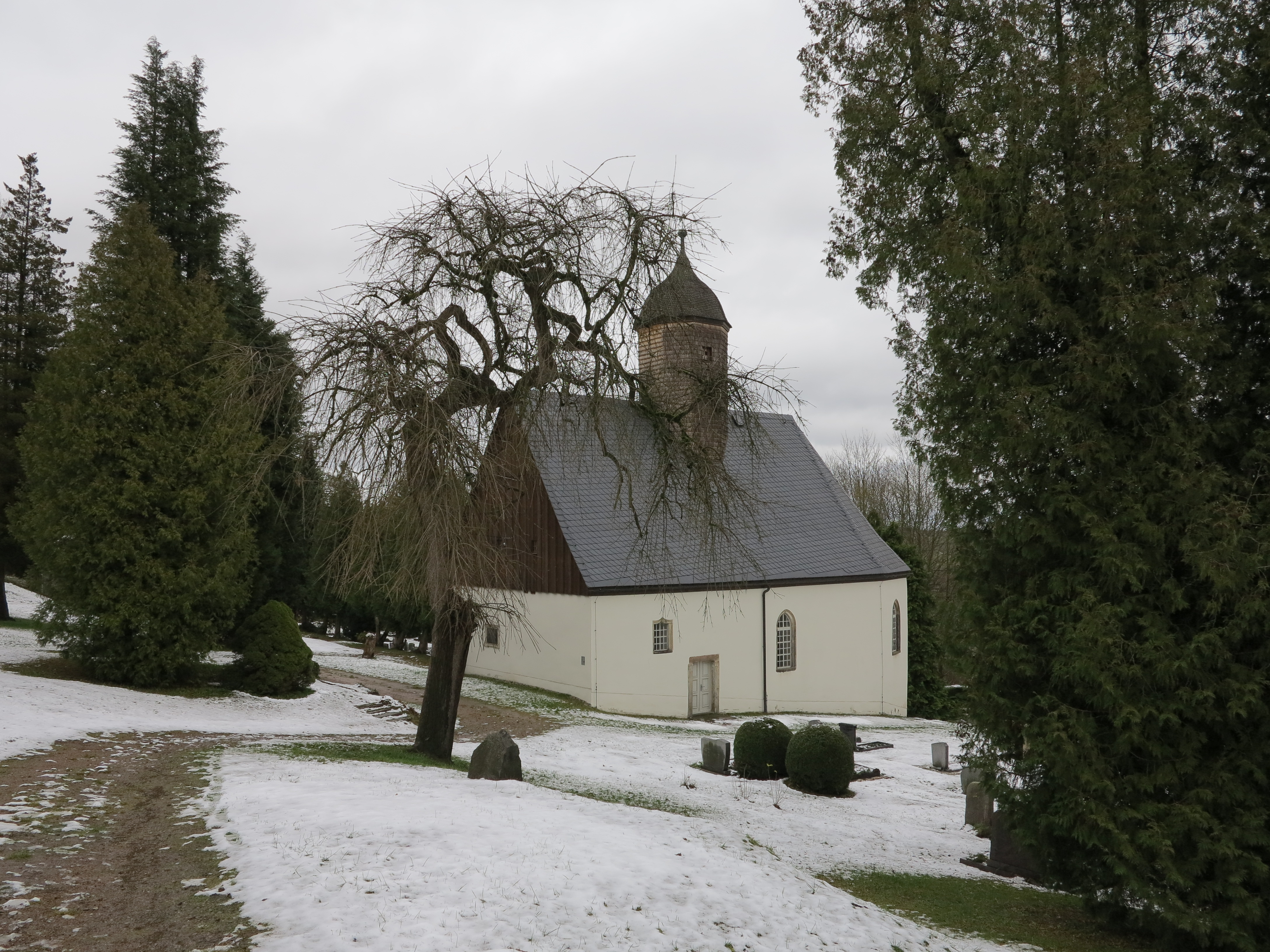
Begräbniskirche von Frauenstein

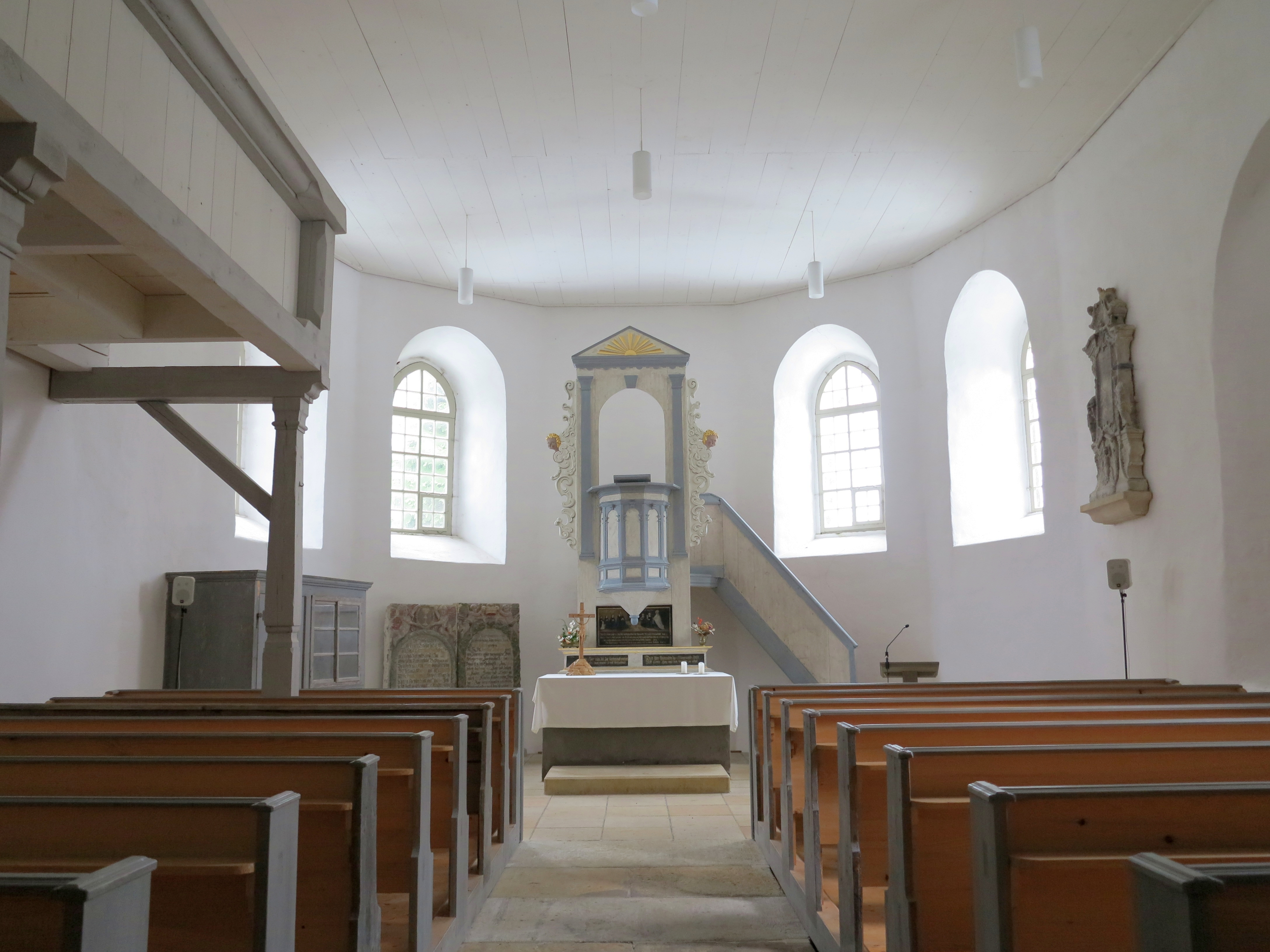
Begräbniskirche, innen

- Kursächsische Distanzsäule am Markt
- Königlich-sächsische Meilensteine am Markt und an der B 171
- Skulpturen vom Europäischen Kunstsymposium 2006 am „Kunstwanderweg Frauenstein“ und am Markt[10]
- Begräbniskirche „Zum heiligen Kreuz“: Sie war einst die Stadtkirche von Frauenstein. Sie wurde 1384 als Stiftung einer Kapelle erwähnt, entstand wahrscheinlich aber schon im 13. Jahrhundert im Zuge des Heiligen Weges. Der heutige Bau stammt aus dem Jahr 1616. Die Begräbniskirche hat einen Kanzelaltar von 1648 und mehrere wertvolle Epitaphe.

Museen
- Gottfried-Silbermann-Museum, Markt 4, eingeweiht am 13. November 2021 (zuvor im Schloss Frauenstein).[11]

## Wirtschaft und Infrastruktur

### Gewerbe
Am 15. Februar 1943 gründete Johannes Tittel im stillgelegten Gasthaus Schützenhaus eine Fertigungsstätte für feinmechanische Bauteile. Es waren Teile für Funk- und Nachrichtengeräte sowie Bauteile für die Luftfahrtindustrie (Jagdflugzeuge und Bomber).
Im Jahr 1953 übertrug Johannes Tittel den Frauensteiner Betriebsteil an seinen Bruder Kurt Tittel und es werden vorrangig Zeitschaltuhren gefertigt. Das private Unternehmen konnte trotz staatlicher Repressalien bestehen, weil eine beträchtliche Anzahl an Geräten exportiert wurde und der Staat so Devisen bekam.

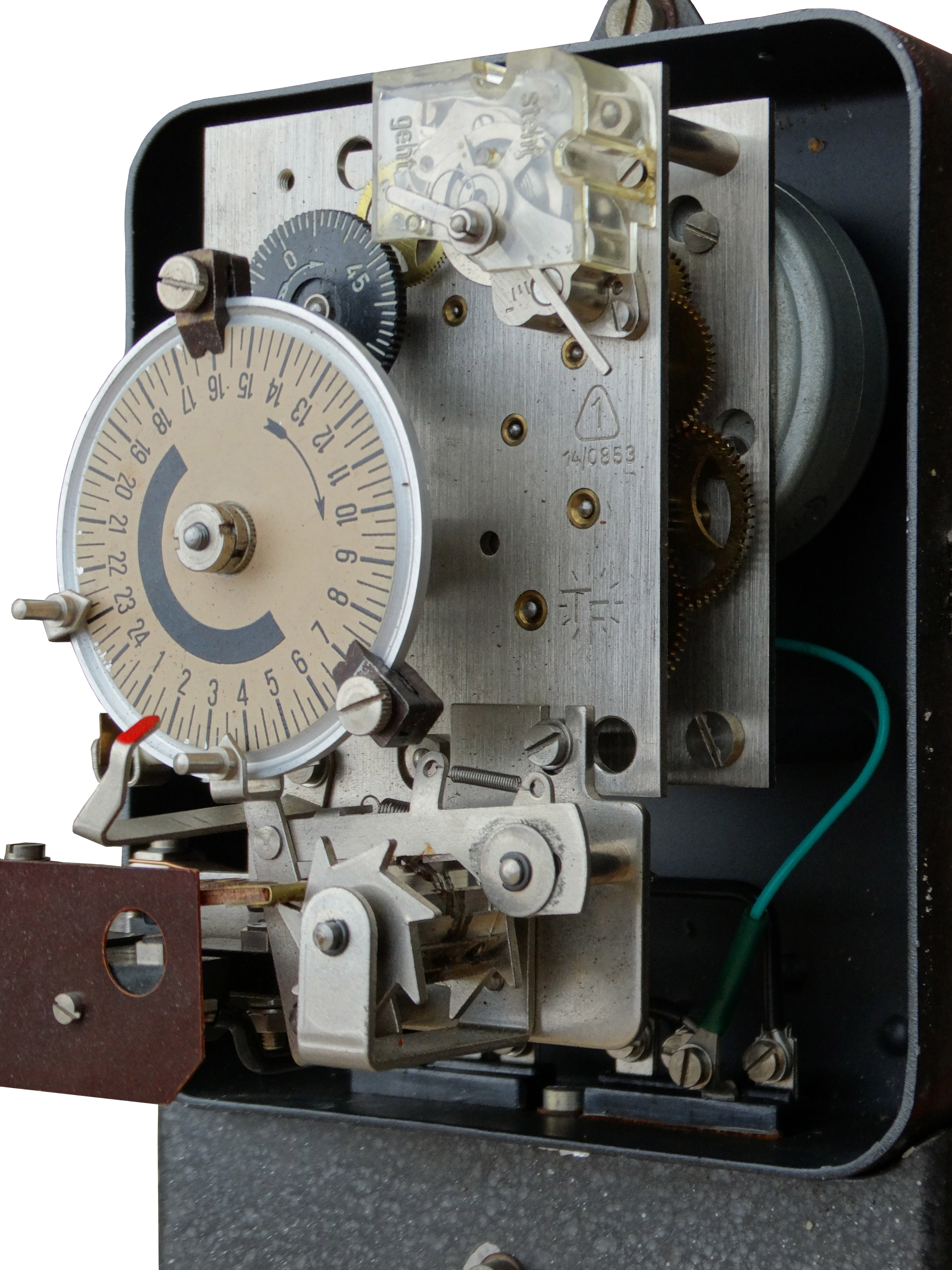
Zeitschaltuhr von Kurt Tittel, gefertigt 1967

Die staatliche Wirtschaftsführung hatte mit der Staatsbank der DDR ein mächtiges Machtmittel. Die Staatsorgane konnten den Privatbetrieben alle Kredite sperren und zwangen viele von ihnen in eine Kommanditgesellschaft. Eine solche Gründung fand 1960 statt. Kurt Tittel als Komplementär haftete mit seinem gesamten Vermögen, wobei der Kommanditist, also die staatliche Wirtschaftsführung, nur mit der Einlage der Staatsbank haftete. Die staatlichen Wirtschaftsführer hatten jetzt Einblick in alle ökonomischen Abläufe und konnten so die private Betriebsführung in ihrem Sinn beeinflussen, gestalten und neue Unternehmensziele festlegen. Eine solche Festlegung von den Kommanditisten war die vorrangige Produktion von Tarifschaltgeräten für Nachtspeicherheizungen.
Die Produktion von Schaltuhren war recht aufwendig und erforderte hohes Können auf feinmechanischem Gebiet. Das Foto von der inneren Anordnung der Bauteile veranschaulicht den aufwendigen Aufbau.
Erich Honecker wurde am 3. Mai 1971 Erster Sekretär des Zentralkomitees und ihm waren die zahlreichen Privatbetriebe in der DDR, etwa 11.000, ein Dorn im Auge. Er traf umgehend Vorbereitungen für die Verstaatlichung von Betrieben mit mehr als 10 Beschäftigen. Der Privatbetrieb Kurt Tittel wurde so im Jahr 1972 ein Volkseigener Betrieb und der bisherige Komplementär und Unternehmensführer Kurt Tittel wurde als Direktor eingesetzt.
Im April 1992 erhielten die Söhne von Kurt Tittel das Familienunternehmen zurück; sie führen es als privates Unternehmen weiter.

### Verkehr

#### Eisenbahn

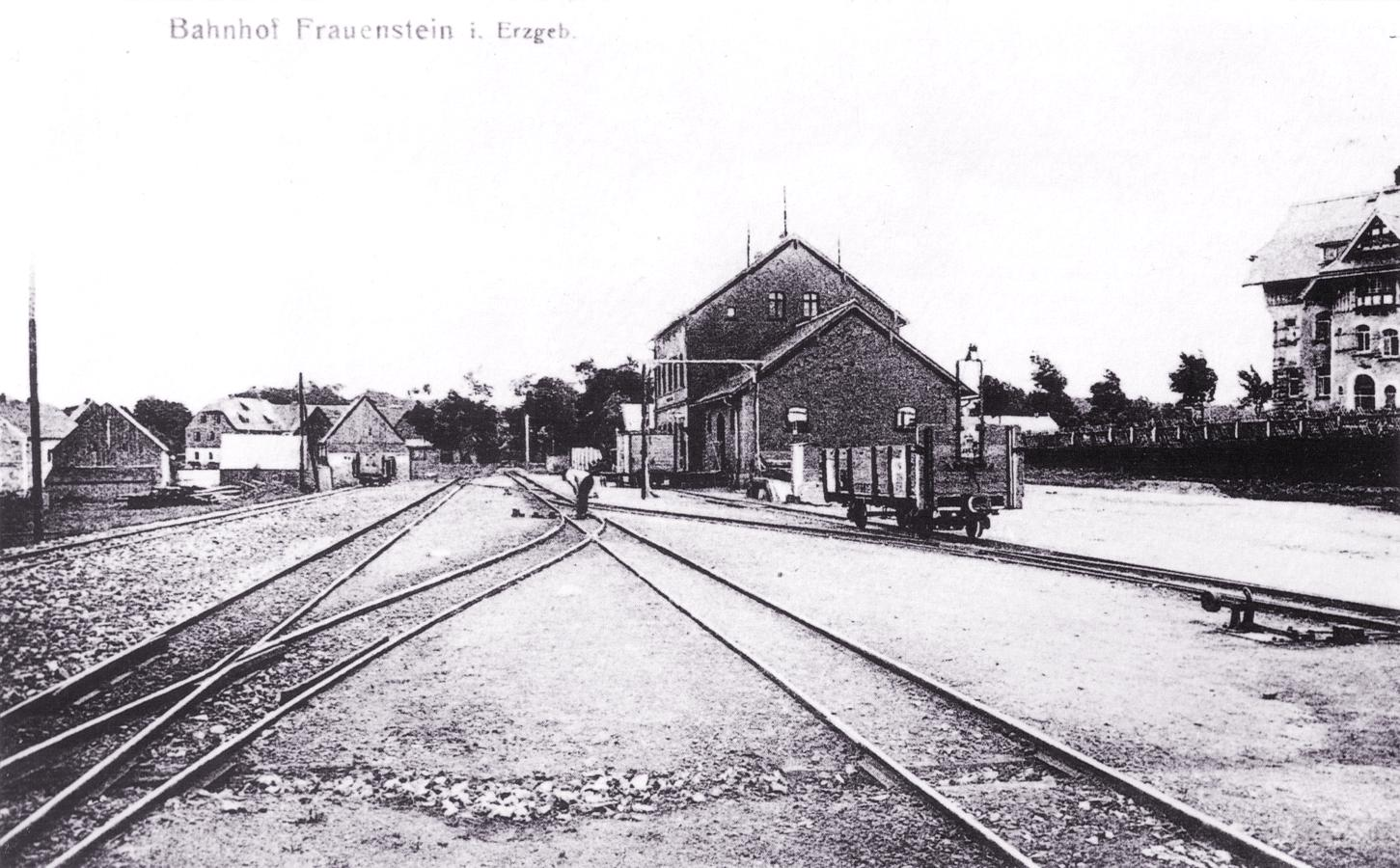
Bahnhof Frauenstein um 1910

Mit der Schmalspurbahn Klingenberg-Colmnitz–Frauenstein erhielt Frauenstein im September 1898 einen Bahnanschluss. Der Güterverkehr auf der Strecke wurde 1970 eingestellt, der Personenverkehr kurzfristig ein Jahr später aufgrund eines Unfalls. Anschließend wurde die Strecke abgebaut.

#### Straße

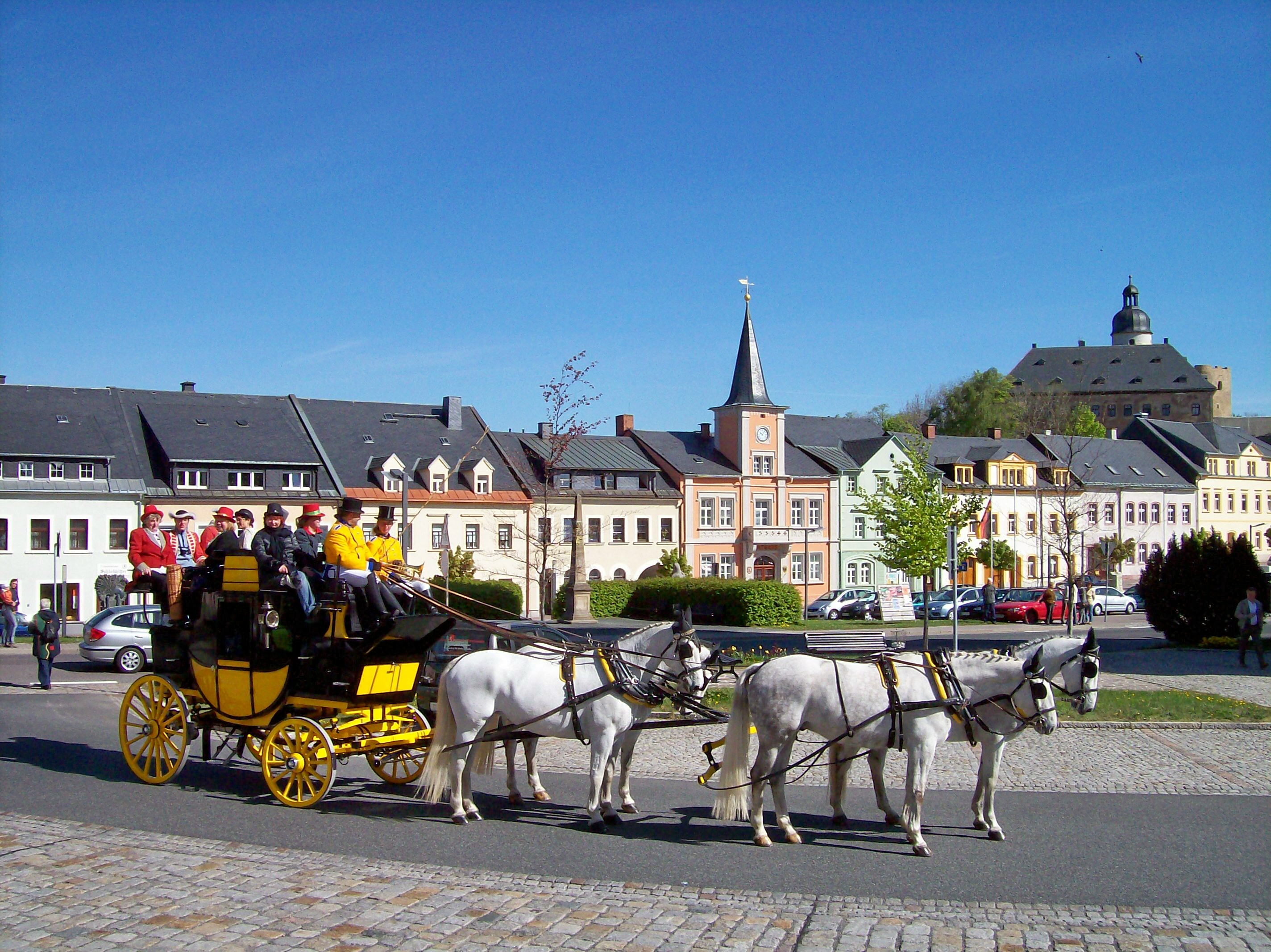
Postkutschenhalt am Markt

Die Erschließung des Gebietes um Frauenstein erfolgte durch Höhenstraßen, die das sächsische Tiefland über den Osterzgebirgskamm mit Böhmen verbanden. Die Lage an einer alten von Freiberg über den Pass von Klostergrab nach Klostergrab (Hrob) führenden Handelsstraße war ein entscheidendes Merkmal für die Gründung der Burg Frauenstein. Im 18. Jahrhundert erlangte diese Verbindung als Alte Freiberg-Teplitzer Poststraße Bedeutung. Auf dem Markt befindet sich noch eine Nachbildung der 1725 bei der von Adam Friedrich Zürner durchgeführten Landesvermessung aufgestellten kursächsischen Postmeilensäule (Originalteile im Museum). Ende des 18. Jahrhunderts begann der chausseemäßige Ausbau zwischen Freiberg und der sächsisch-böhmischen Grenze. Mitte des 19. Jahrhunderts verkehrten über diese Straße die Postkurse Frauenstein-Freiberg und Frauenstein-Teplitz (Teplice). Die königlich-sächsischen Stationssteine, im Originalzustand am Markt und als Wegweiser umgestaltet an der heutigen B 171, wurden um 1860 an der neuen Chaussee aufgestellt. Die heutige Staatsstraße 184 entspricht in ihrem Verlauf zwischen Freiberg, Frauenstein und Neuhermsdorf in Teilen der Alten Freiberg-Teplitzer Poststraße.

#### ÖPNV
Bereits 1865 wurde eine von Freiberg nach Frauenstein führende Postkutschenverbindung eingerichtet. Heute liegt die Stadt im Verbundraum des Verkehrsverbundes Mittelsachsen. Laut Fahrplan vom 11. Dezember 2005 bis 10. Dezember 2006 ist Frauenstein über Buslinien mit Dresden, Freiberg, Olbernhau und Rechenberg-Bienenmühle verbunden.

## Persönlichkeiten

### Söhne und Töchter der Stadt
- Andreas Silbermann (1678–1734), Orgelbauer
- Gottfried Silbermann (1683–1753), Orgelbauer
- Friedrich Gotthilf Freitag (1686–1671), Klassischer Philologe und Gymnasiallehrer, geboren in Burkersdorf
- Gustav Heinrich Naecke (1785–1835), Maler
- Gustav Philipp (1841–1897), MdL, Politiker (Fortschrittspartei) und Brauereibesitzer
- Heinrich Uhle (1842–1925), Klassischer Philologe und Indologe
- Georg Aster (1849–1917), Architekt
- Emil Berger (1865–nach 1943), in Burkersdorf geborener Konsumgenossenschafter und Politiker
- Albin Müller, Künstlername Albinmüller (1871–1941), Architekt und Gestalter
- Arthur Hugo Göpfert (1872–1949), MdL 1909–1918, nationalliberaler Politiker, Architekt
- Carl Meyrich (1892–1981), Wirtschaftswissenschaftler
- Werner Müller (1924–1999), Heimatforscher
- Christa Herklotz (1935–2010), Skilangläuferin
- Sonnhilde Kallus (1935–2007), Skirennläuferin
- Dieter Lohse (* 1940), Verkehrswissenschaftler
- Peter Heinrich (1948–2015), MdL, Politiker (CDU), ab 1990 erster frei gewählter Bürgermeister von Frauenstein
- Martin Wünschmann (* 1957), Pädagoge und ehemaliger Abgeordneter der Volkskammer
- Thomas Schönlebe (* 1965), Leichtathlet, Weltmeister und Olympiateilnehmer
- Maik Meyer (* 1970), Amateurastronom und Kometenexperte

### Personen mit Bezug zum Ort
- Hans Irmisch (1526–1597), Kursächsischer Landbaumeister, Architekt des Schlosses Frauenstein
- Christoph Schindler (1596–1669), Jurist und Geistlicher, Diakon im Ort
- Carl Gottlob von Leubnitz (1667–1741), Amtshauptmann
- Eduard Ferdinand Köhler (1814–1886), Schuldirektor, Förderung der kindlichen Bildung
- Max Kreher (1885–1940), Unternehmer, Metallwarenfabrik, Erfinder
- Johann Georg Neuber (1892–1968), Skilehrer, Sprungschanzen-Erbauer
- Walter Adam (1900–1951), Pfarrer, Bekennende Kirche